# جاكلين سيمبسون
جاكلين سيمبسون (بالإنجليزية: Jacqueline Simpson)‏ هي عاملة بريطانية في التراث الشعبي، ولدت في 1930.

## وصلات خارجية
- جاكلين سيمبسون على موقع ميوزك برينز (الإنجليزية)